# لوليتا فلوريس
لوليتا فلوريس (بالإسبانية: Lolita Flores)‏ هي ممثلة ومغنية إسبانية، ولدت يوم 6 مايو 1958 في مدريد في إسبانيا.

## روابط خارجية
- لوليتا فلوريس على موقع IMDb (الإنجليزية)
- لوليتا فلوريس على موقع ألو سيني (الفرنسية)
- لوليتا فلوريس على موقع ميوزك برينز (الإنجليزية)
- لوليتا فلوريس على موقع ميوزك برينز (الإنجليزية)
- لوليتا فلوريس على موقع أول موفي (الإنجليزية)
- لوليتا فلوريس على موقع ديسكوغز (الإنجليزية)
- لوليتا فلوريس على موقع ديسكوغز (الإنجليزية)
- لوليتا فلوريس على موقع ديسكوغز (الإنجليزية)
- لوليتا فلوريس على موقع قاعدة بيانات الفيلم (الإنجليزية)
- لوليتا فلوريس على موقع كينوبويسك (الروسية)